# Холланд, Вильгельм Людвиг
Вильгельм Людвиг (Голланд) Холланд (нем. Wilhelm Ludwig Holland; 1822—1891) — немецкий филолог, специалист в области германских и романских языков.

## Биография
Вильгельм Людвиг Холланд родился 11 августа 1822 года в городе Штутгарте. Учился в Тюбингенском университете, затем в университете Берлина.
После окончания университетского курса он некоторое время работал в Париже, но в 1847 году вернулся в Тюбинген, сперва в качестве лектора, а затем был утвержден в должности профессора на кафедре романо-германской филологии. 
Вильгельм Людвиг Холланд умер 23 августа 1891 года в городе Тюбингене.
Холланд — автор множества научных трудов; кроме того, он редактировал критическое издание сочинений Людвига Уланда и вместе с Адальбертом фон Келлером и Францем Пфайфером Пфейфером напечатал «Uhlands Schriften zur Geschichte der Dichtung und Sage» (Штутгарт, 1865—73).

## Избранная библиография
- «Crestien von Troies. Eine litteraturgeschichtliche Untersuchung» (Тюбинген, 1854);
- «Schauspiele des Herzogs Heinrich Julius von Braunschweig» (Штутгарт, 1855);
- «Buch der Beispiele der alten Weisen» (т. же, 1860);
- «Li romans dou chevalier au lyon von Crestien von Troies» (Ганновер, 1862);
- «Briefe der Herzogin Elisabeth Charlotte von Orleans» (Штутгарт, 1867—81);
- «Schreiber des Kurfürsten Karl Ludwig von der Pfalz und der Seinen».